# Piotr Boczkariow
Piotr Boczkariow (ur. 3 listopada 1967 w Moskwie) – rosyjski lekkoatleta specjalizujący się w skoku o tyczce. 
Jego matka – Irina Turowa także uprawiała lekkoatletykę (biegi sprinterskie).

## Największe osiągnięcia
| Rok  | Rodzaj zawodów            | Miasto    | Konkurencja   | Miejsce | Wynik  |
| ---- | ------------------------- | --------- | ------------- | ------- | ------ |
| 1991 | Uniwersjada               | Sheffield | skok o tyczce | 3.      | 5,60 m |
| 1992 | Halowe Mistrzostwa Europy | Genua     | skok o tyczce | 1.      | 5,85 m |
| 1994 | Halowe Mistrzostwa Europy | Paryż     | skok o tyczce | 1.      | 5,90 m |
| 1996 | Superliga pucharu Europy  | Madryt    | skok o tyczce | 1.      | 5,70 m |
| 1996 | Halowe Mistrzostwa Europy | Sztokholm | skok o tyczce | 3.      | 5,80 m |
| 1996 | Igrzyska olimpijskie      | Atlanta   | skok o tyczce | 5.      | 5,86 m |

Medalista mistrzostw kraju.

## Rekordy życiowe
- Skok o tyczce (stadion) – 5,90 m (1996)
- Skok o tyczce (hala) – 5,90 m (1994)